# مارك فيتزباتريك (لاعب هوكي الجليد)
مارك فيتزباتريك هو لاعب هوكي الجليد كندي، ولد في 13 نوفمبر 1968 في تورونتو في كندا.

## وصلات خارجية
- مارك فيتزباتريك على موقع دوري الهوكي الوطني (الإنجليزية)
- مارك فيتزباتريك على موقع EliteProspects.com (الإنجليزية)
- مارك فيتزباتريك على موقع HockeyDB.com (الإنجليزية)
- مارك فيتزباتريك على موقع Hockey-Reference.com (الإنجليزية)